# 等質地域
等質地域（とうしつちいき、英語: uniform region）とは、地域内において共通する特徴をもつ複数の地点が結合することで形成される地域のことである。均質地域ともいう。等質地域どうしでは、地表に設定された境界線を挟んで、地域の特徴が不連続となっている。

## 研究史
近代の地理学において、地域を理解していくうえで等質地域の概念は長く用いられ続けてきた。例えば、アンドリュー・ジョン・ハーバートソンによる自然地域区分、ウラジミール・ペーター・ケッペンによる気候区分（ケッペンの気候区分）、ダウエント・ホイットルセーによる農業地域区分などは、等質地域区分として挙げられる。
自然的な要素での等質地域区分が先に行われるようになってから、人文的な要素での区分もなされるようになっていった。

## 地域区分の方法
等質地域の設定において、伝統的には単一の指標をもとに地域区分を行ってきた。
しかし、地域は複雑であり多数の指標が関係していることから、多変量解析を用いた計量的な地域区分が行われるようになった。この方法では、地理行列に対して主成分分析、因子分析、クラスター分析などを行うことになる。